# Lisa Lisa & Cult Jam
Lisa Lisa & Cult Jam was een Amerikaanse freestyle-, r&b- en dancegroep rondom zangeres Lisa Velez (1966) en bestond verder uit Mike Hughes en Alex "Spanador" Moseley. De groep was actief in de late jaren tachtig en vroege jaren negentig. Lisa Lisa & Cult Jam bracht een luchtige en radiovriendelijke variant van de freestylecultuur in de jaren tachtig. Het nummer I wonder if I take you home is meerdere malen een inspiratie geweest voor samples en covers van r&b-artiesten. Let the beat hit 'em werd nog vaak voor houseproducers gesampled.

## Geschiedenis
Lisa Lisa & Cult Jam werd in 1984 opgericht in New York. Het debuutalbum Lisa Lisa & Cult Jam with Full Force (1985) werd gemaakt in samenwerking met het producerscollectief Full Force. De single I Wonder If I Take You Home werd direct een hit in zowel de Verenigde staten als Engeland. Dit mede door de populariteit van breakdance. De single werd gevolgd door Can You Feel the Beat en ook door een ballad met All cried out. Het album Spanish fly (1987), dat in eigen land platina behaalt, was een voortzetting van dezelfde stijl en zorgde ook voor de doorbraak in Nederland. De single Head to toe bereikte in de zomer van 1987 de top 20. De single Little Jackie Wants to Be a Star (1989) van het album Straight to the Sky bereikte zelfs nummer vijf. In 1991 sprongen ze in op de populariteit van housemuziek. Het album Straight Outta Hell's Kitchen werd voor de helft door de producers van Full Force gemaakt. De andere helft was voor rekening van de producers van C&C Music Factory. De single Let the beat hit 'em, die door hen is geproduceerd, was in de zomer van 1991 een househit die de eerste plaats van de Amerikaanse dancechart bereikte. Het nummer werd daarna nog vele malen gesampled in de housescene. Verder viel het succes van het album tegen. De groep leek zijn beste tijd wel te hebben gehad en viel uiteen. I wonder if I take you home ging een eigen leven leiden en werd gezongen door onder andere Kylie Minogue en Pitbull. In 2005 werd het refreintje ook gebruikt voor Don't Phunk With My Heart van The Black Eyed Peas . Ook Can You Feel the Beat werd nog meerdere malen gesampled door onder andere 2static, Wildchild en wederom The Black Eyed Peas.  
Lisa Velez ging solo verder en bracht in 1994 het album LL77 uit, waarvan twee singles verschenen. Dit werd geen groot succes, al werden de twee singles nog wel kleine hitjes. Daarna werd het een lange tijd rustig rond haar. In 2009 kwam ze echter terug met het album Life 'n Love, waarop ze samenwerkte met rapper Pitbull. Dat album deed echter maar weinig in de hitlijsten.

## Discografie

### Albums
- Lisa Lisa & Cult Jam with Full Force (1985)
- Spanish Fly (1987)
- Straight to the Sky (1989)
- Straight Outta Hell's Kitchen (1991)

## Lisa Lisa & Cult Jam
| Single met eventuele hitnotering(en) in de Nederlandse Top 40 | Datum van verschijnen | Datum van binnenkomst | Hoogste positie | Aantal weken | Opmerkingen                                                               |
| ------------------------------------------------------------- | --------------------- | --------------------- | --------------- | ------------ | ------------------------------------------------------------------------- |
| I Wonder If I Take You Home                                   |                       | 28-09-1985            | tip2            | -            | met Full Force                                                            |
| Head to Toe                                                   |                       | 25-07-1987            | 12              | 6            | AVRO's Radio en TV-Tip Radio 3 / Nr. 16 in de Nationale Hitparade Top 100 |
| Little Jackie Wants to Be a Star                              |                       | 10-06-1989            | 5               | 9            | Veronica Alarmschijf Radio 3 / Nr. 6 in de Nationale Hitparade Top 100    |
| Let the Beat Hit 'em                                          |                       | 17-08-1991            | 35              | 3            |                                                                           |

## Lisa Lisa (Lisa Velez Solo)

### Albums
- LL 77 (1994)
- Life 'N Love (2009)

## Lisa Lisa
| Single met eventuele hitnotering(en) in de Nederlandse Top 40 | Datum van verschijnen | Datum van binnenkomst | Hoogste positie | Aantal weken | Opmerkingen                            |
| ------------------------------------------------------------- | --------------------- | --------------------- | --------------- | ------------ | -------------------------------------- |
| Skip to My Lu                                                 |                       | 29-01-1994            | 24              | 4            | Alarmschijf / Nr. 42 in de Mega Top 50 |
| When I Fell in Love                                           |                       | 30-07-1994            | tip3            | -            |                                        |